# Syndrome d'Ekbom
 Mise en garde médicale
Le syndrome d'Ekbom, également appelé délire dermatozoïque ou délire de parasitose, est, au sein du groupe des psychoses, une forme particulière de délire chronique, apparaissant généralement à l'âge adulte et centré sur la conviction délirante d'être infesté d'ectoparasites. Historiquement limité à la gale, ce type de délire peut concerner d'autres objets biologiques ou inertes d'où, par extension, le terme plus large de délire d'infestation cutanée.
Le sujet se plaint d'un prurit persistant, avec la conviction inébranlable d'être infesté sur ou sous la peau. Il peut présenter des lésions cutanées à type d'ulcérations dues aux tentatives d'extraction et d'élimination de ces parasites. Il pense en avoir la preuve en apportant en consultation des éléments parasitaires qu'il a lui-même récoltés.
Ce syndrome de nature comportementale est généralement bien plus observé et découvert par les dermatologues que par les psychiatres. Il affecte le plus souvent des personnes âgées (deux ou trois femmes pour un homme) vivant seules dans des conditions sociales difficiles.

## Historique

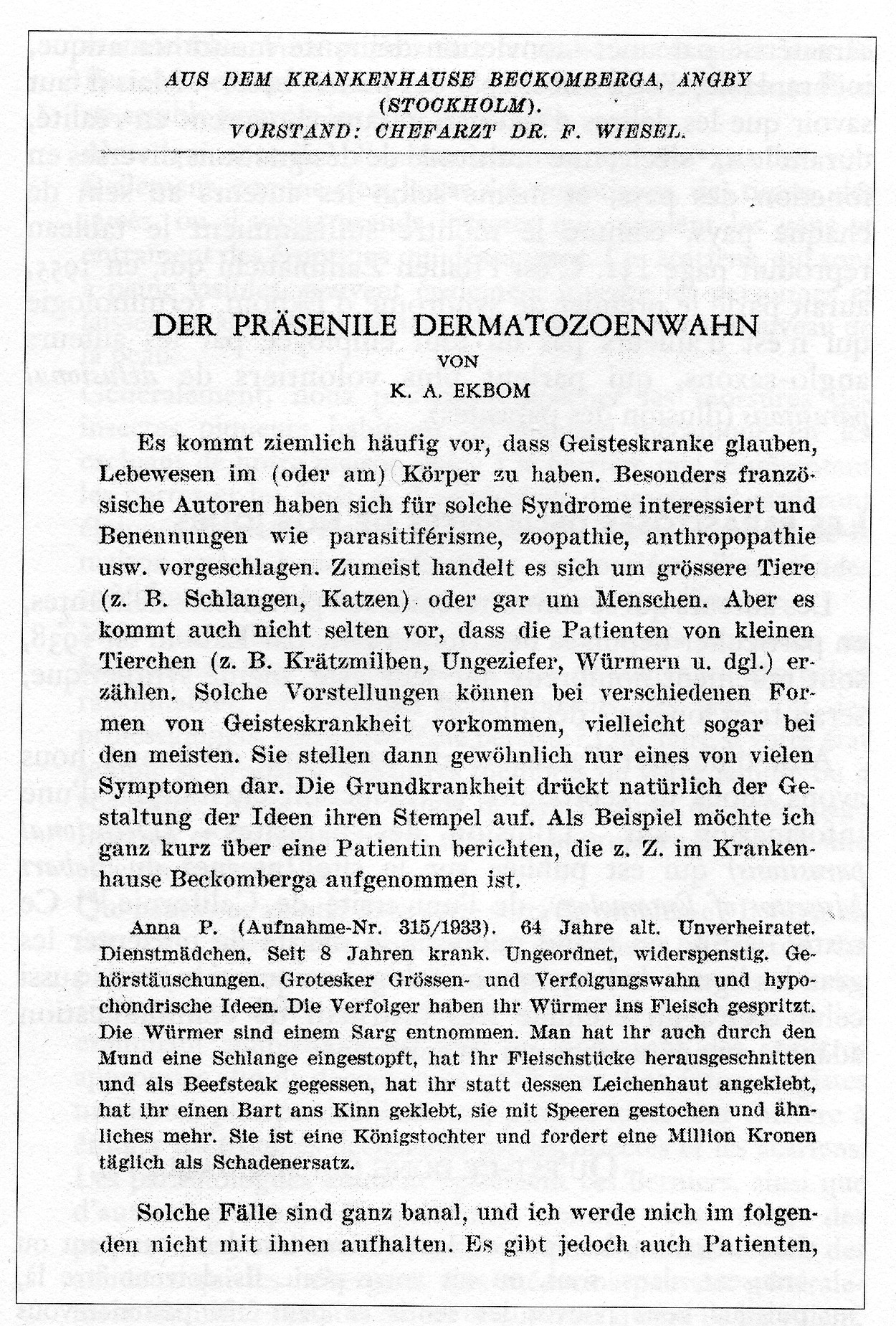
Description du syndrome par le neurologue Karl-Axel Ekbom.

Ce type de pathologie a été signalé pour la première fois en 1894 par le dermatologue français Georges Thiebierge (1856-1926) chez des sujets persuadés d'avoir la gale, sous le terme de « acarophobie », puis de « parasitophobie ». Il différenciait les parasitophobies secondaires faisant suite à une réelle parasitose cutanée mais guérie, et les parasitophobies primitives sans le moindre antécédent.
En 1938, le neurologue suédois Karl Axel Ekbom (1907-1977) décrit, à partir de 7 ou 22 cas, une nouvelle entité sous le terme de « délire dermatozoïque », que les auteurs suivants appellent syndrome d'Ekbom. D'autres auteurs parlent d'« obsessions hallucinatoires zoopathiques », comme Henri Ey (1900-1977), ou de « délires cénesthésiques ».
Le syndrome d'Ekbom a été élargi en 1964 en y incluant les idées délirantes à thème parasitaire d'origine psychiatrique ou organique, sous le terme de delusional parasitosis, ou « délire de parasitose » ou « délire d'infestation » en français.
Les critères de définition du syndrome d'Ekbom ont été confirmés par plusieurs études sur de grandes séries : une étude sur 100 ans a retrouvé plus de 1200 cas publiés ayant les mêmes caractéristiques.

## Description
Il s'agit d'un syndrome rare : on estime qu'un dermatologue voit deux à trois cas tous les cinq ans. Il touche préférentiellement le sujet adulte ou âgé, les femmes plus souvent que les hommes (3 pour 1).
Le diagnostic nécessite la collaboration du psychiatre et du dermatologue.
Classiquement, il s'agit le plus souvent d'une femme à l'âge de la ménopause (rôle de la xérose cutanée ménopausique ?), sans antécédent psychiatrique, mais souvent avec des déficits sensoriels en situation sociale difficile, en particulier de solitude.
Le début est brutal ou insidieux, en rapport avec un évènement réel ou supposé considéré comme la cause ou l'origine des troubles.

### Prurit avec des «preuves»
Le symptôme majeur est un prurit persistant : sensations de démangeaisons, picotements, grouillements, fourmillements... attribuées à des parasites. Le patient « sent » leurs mouvements et les « voit » par des points de repères tels que les pores de la peau, assimilés à des terriers, ou des lésions de grattage, assimilées à des lieux de ponte. Le sujet décrit les parasites qu'il nomme mite, puce, acarien, microbe... dans leur taille, forme, couleur et déplacement.
Ce prurit est présenté avec des « preuves ». Cet apport de preuves est considéré comme un signe pathognomonique. C'est le « signe de la boîte d'allumettes » : le sujet a récolté les « parasites », qu'il apporte dans un petit récipient (boîte ou flacon) pour en convaincre son médecin. Ils peuvent être collés sur des feuilles de papiers avec des dessins précisant les lésions, localisations et processus. Au XXIe siècle, le patient peut apporter des photomicrographies numériques. Il s'agit en général de petits bouts de laine, débris divers, squames, qu'il montre victorieusement comme une preuve de la réalité de ses allégations.

### Élimination et nettoyage
Le sujet présente souvent des lésions de grattage et des lésions ulcérées parfois surinfectées. Elles sont dues à des tentatives répétées d'extraction de parasites pour les détruire : par brûlure, liquide caustique, faux-ongle, pince à épiler...
La recherche et l'élimination peut s'étendre aux vêtements et à l'ensemble de l'habitation, avec nettoyages intensifs et répétés, jusqu'à faire appel à des services d'hygiène locaux et de multiples prestataires de service, avec parfois des abus de prestations et de facturations auprès de personnes âgées vulnérables.

### Conviction inébranlable et «contagieuse»
Le patient est convaincu, de façon inébranlable, d'un parasitisme exogène, mais il n'y a aucun signe objectif d'un parasite médicalement reconnu. Le patient n'est pas accessible au raisonnement et, s'il a le sentiment de ne pas être cru, il va avoir tendance à consulter un autre médecin. Les consultations deviennent de plus en plus difficiles, dans un contexte revendicateur, voire agressif, devant le manque de reconnaissance ou le peu de résultat ; ou, au contraire, le patient se décourage et s'épuise, devenant dépressif.
Le délire est « contagieux » dans 5 à 12 % des cas, c'est le plus fréquent des « délires partagés » à deux, à plusieurs, ou à toute la famille qui ressent le prurit et se gratte. L'entourage peut participer aux tentatives d'élimination en adhérant ou pas au délire (pour satisfaire affectueusement leur proche).

## Diagnostic différentiel
Il faut d'abord éliminer la possibilité du diagnostic d'une véritable ectoparasitose (gale, piqure de puce, morsure de tique, pédiculose corporelle, pédiculose du cuir chevelu...), puis les dermatoses et les causes organiques de prurit.
Ensuite, il faut écarter d'autres diagnostics psychiatriques. Le TOC à thème de propreté donne le même comportement de lavages répétés, mais ici le sujet est conscient qu'il en fait trop et que ça vient de lui, et il n'a pas de conviction délirante sur la nature de ses troubles.
La phobie des insectes, ou entomophobie, se manifeste uniquement par des crises d'angoisse en présence inopinée, ou évocation d'insecte, et qui cessent rapidement après évitement de l'objet phobogène.
La pathomimie, ou trouble factice, est la simulation d'une maladie, parfois avec production intentionnelle de lésions (auto-mutilation), sans trouble délirant, sans recherche d'avantage (par exemple l'obtention d'une pension, dans ce dernier cas il s'agirait alors d'une simulation à bénéfice secondaire ou d'une sinistrose).
Les divers troubles somatoformes et troubles de somatisation n'ont pas de caractère délirant.
Le délire de parasitose ou d'infestation peut être secondaire à une cause toxique (amphétamine, cocaïne...) ou médicamenteuse (corticoïdes...). Il peut alors disparaître avec l'élimination du produit. Ce type de délire peut aussi s'observer en association avec diverses pathologies, comme la maladie d'Alzheimer, une carence en vitamine B12, un accident vasculaire cérébral, une insuffisance rénale ou une hypothyroïdie.

## Situation nosologique
Typiquement, dans le syndrome d'Ekbom, le patient est cohérent en dehors de sa conviction délirante très précise. Il n'y a pas d'autres éléments délirants. Pour la nosologie psychiatrique, il s'agit donc d'un trouble délirant non schizophrénique. Rarement, on peut l'observer au cours de la schizophrénie ou d'un épisode dépressif, mais il est le plus souvent isolé.
Sa place exacte est discutée. Selon les auteurs, il s'agit d'une forme particulière soit de paranoïa à thème hypocondriaque, soit de mélancolie délirante, soit de psychose hallucinatoire chronique. Il en est de même pour les limites du syndrome, la dénomination syndrome d'Ekbom pouvant être étendue à l'ensemble des délires d'infestation (autre que parasitaire, avec causes non-psychiatriques) ou restreinte à une entité à part entière (délire à ectoparasite sans cause ou association organique),.
Le syndrome d'Ekbom et les délires d'infestation ne sont pas précisés dans les classifications internationales (CIM-10, DSM-5), mais ils sont à placer dans les troubles délirants (delusional disorders).

## Traitement
Le traitement est difficile, car ces patients sont demandeurs de nombreux examens complémentaires et de traitements divers. La prise en charge nécessite une bonne relation médecin-malade, au risque d'incompréhensions, rejets ou attitudes agressives.
L'établissement d'une relation de confiance est indispensable : un temps d'écoute suffisant pour l'histoire médicale du patient, l'appréciation des troubles sur la qualité de vie et l'entourage. L'élimination d'une affection organique nécessite un examen clinique attentif et complet. Il est notamment recommandé de prendre le temps d'examiner au microscope les spécimens apportés. Un avis psychiatrique est utile, mais souvent difficile à obtenir du patient.
Le traitement demande une étroite collaboration entre un dermatologue (ou parasitologue) et un psychiatre. La psychothérapie, qui facilite la verbalisation des angoisses et des perceptions corporelles, est parfois suffisante.
Un traitement médicamenteux est généralement nécessaire. Les plus adaptés sont les antidépresseurs ou les neuroleptiques. Un neuroleptique tel que le pimozide est le plus souvent recommandé, avec cependant des risques d'effets secondaires. Le traitement permet d'obtenir des rémissions (régression des démangeaisons dans 90% des cas) mais avec rechutes possibles. Dans l'ensemble, par rapport au passé, les neuroleptiques ont nettement amélioré le pronostic du syndrome d'Ekbom.

## Dans les arts

### Film
- Old Boy de Park Chan-wook, d'après la bande dessinée du même nom de Garon Tsuchiya (dessin de Nobuaki Minegishi).
- Bug de William Friedkin, d'après la pièce de théâtre du même nom de Tracy Letts.
- A Scanner Darkly de Richard Linklater, d'après le roman du même nom de Philip K. Dick.
- Dans le film Shutter Island de Martin Scorsese la femme du personnage de Leonardo DiCaprio dit avoir tué ses enfants car elle ressentait et entendait des « cliquetis d'insectes » dans son crâne.

### Autres
- X-Files, saison 3, épisode 12.

Épisode de la série américaine dénommé « La Guerre des coprophages » de Kim Manners (scénario de Darin Morgan).
- Esprits criminels, Saison 10, épisode 4

Épisode de la série américaine dénommé : « Sous la peau »  de Larry Teng, qui relate de cette maladie. Celui-ci présente, sous la forme d'une fiction, ce syndrome sous la forme d'un délire psychopathologique pouvant conduire à des actes criminels. Cet épisode se déroule précisément à Atlanta et fait référence aux investigations du CDC.

#### Articles princeps
- Thibierge G. « Les acarophobes » Revue Générale de clinique et de thérapeutique 1894;32:373-376.T
- (de) Ekbom K. « Der Praesenile Dermatozoenwhan » Acta Psych. et Neur. 1938;13:227-259.

#### Articles de synthèse
- A. Aït-Ameur, P. Bern, M.-P. Firoloni et P. Menecier, « Le délire de parasitose ou syndrome d'Ekbom », Revue de médecine interne, vol. 21, no 2,‎ février 2000, p. 182-186 (PMID 10703075).
- (en)Roland W. Freudenmann et Peter Lepping, « Delusional Infestation », Clinical Microbiology Reviews, vol. 22, no 4,‎ octobre 2009, p. 690–732 (ISSN 0893-8512, PMID 19822895, PMCID PMC2772366, DOI 10.1128/CMR.00018-09, lire en ligne, consulté le 28 février 2019).